# Epiphragma latitergatum
Epiphragma latitergatum är en tvåvingeart som beskrevs av Alexander 1931. Epiphragma latitergatum ingår i släktet Epiphragma och familjen småharkrankar. Inga underarter finns listade i Catalogue of Life.